# Rhogeessa menchuae
Rhogeessa menchuae — вид родини лиликових.

## Етимологія
Видовий епітет присвячений Рігоберту Менчу (Rigoberta Menchu), гватемальському лауреату Нобелівської премії миру в 1992 році.

## Опис
Невеликого розміру, із загальною довжиною між 69 і 76 мм, довжина хвоста між 29 і 32 мм, довжиною стопи між 5 і 7 мм і довжина вух між 10 і 12 мм.
Шерсть коротка. Спинна частина жовто-коричнева з кінчиками волосся темно-коричневими, в той час як черевна частина варіюватися від світло-коричневого до темно-коричневого кольору. Морда широка, через наявність двох залозистих мас з боків. Вуха відносно короткі, темні, і трикутної форми, з закругленими кінцями. У самців є залозисті маси біля основи спинної поверхні перед вухами. Козелка довгі і тонкі. Крила прикріплені до задньої частини основи пальців. Кінчик довгого хвоста злегка виступає за межі хвостової мембрани, яка посипана на кількома волосинами при основі спинної поверхні. Каріотип: 2n = 34.

## Середовище проживання
Цей вид відомий тільки уздовж Атлантичного узбережжя Гватемали і Гондурасу.

## Звички
Харчується комахами.